# (2630) Hermod
(2630) Hermod est un astéroïde de la ceinture principale.

## Description
(2630) Hermod est un astéroïde de la ceinture principale. Il fut découvert le 14 octobre 1980 à l'observatoire de Haute-Provence par l'institut d'astrophysique de Paris. Il présente une orbite caractérisée par un demi-grand axe de 3,08 UA, une excentricité de 0,12 et une inclinaison de 1,9° par rapport à l'écliptique.

## Compléments